# 義大遊樂世界
義大遊樂世界（英語：E-DA Theme Park）為台灣首創古希臘情境主題遊樂園，為義大世界的一部分，於2010年6月19日開始試營運，2010年12月18日正式開幕。

## 園區
義大遊樂世界分為三大主題區

### 衛城
位於入口處的「衛城」是以古希臘神殿為造型的設計，裡面擁有一座大型專業劇院「義大皇家劇院」，共1,800個以上座位，戶外有許多大型機械刺激遊樂設施。

### 聖托里尼山城
「聖托里尼山城」設計概念為複製愛琴海藍白山城聖托里尼，裡面擁有各式特色商店與異國風情的餐廳，還有一個「5D鬼船」的鬼屋。

### 特洛伊城堡
位於右側「特洛伊城堡」呈現特洛伊木馬屠城記場景打造，體驗穿越時空的神話時代。「特洛伊城堡」主題館是全台最大的室內遊樂館，主要以親子家庭客層為主，擁有23種的遊樂設施。

## 吉祥物

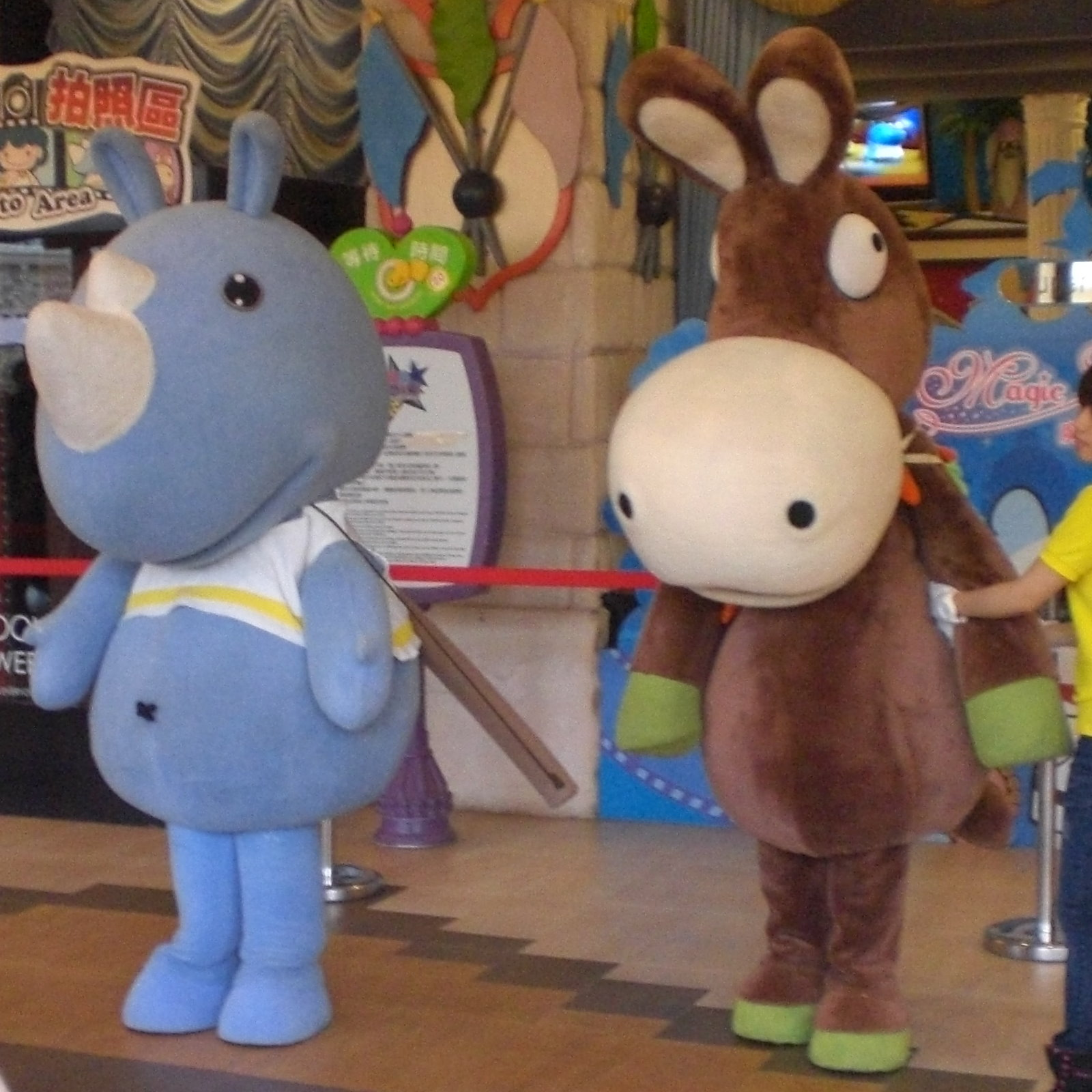
大義（左）、唐基（右）出席吉祥物見面會

- 「犀牛」大義（Da-e）
- 「月亮公主」黛安娜（Dianna）
- 「太陽王子」阿波羅（Apollo）
- 「聒噪驢子」唐基（Donkey）
- 「鵜鶘傻大姊」典典（Dian Dian）

## 外部連結
- 義大遊樂世界 （页面存档备份，存于）
- 義大遊樂世界的Facebook專頁